# 西本町 (瀬戸市)
西本町（にしほんまち）は、愛知県瀬戸市陶原連区の町名。現行行政地名は西本町1丁目と2丁目。

## 地理
- 瀬戸市の中央部に位置する[8]。西を幸町・山脇町、北を西蔵所町・蔵所町・南仲之切町、東を東本町、南を陶栄町・銀杏木町と隣接している[8]。
- 中央を東西に国道が通り、国道沿いに住宅と小売商店が並ぶ[8]。

### 学区
市立小・中学校に通う場合、学区は以下の通りとなる。また、公立高等学校普通科に通う場合の学区は以下の通りとなる。
| 町丁・丁目  | 番・番地等 | 小学校             | 中学校               | 高等学校 |
| ----------- | ---------- | ------------------ | -------------------- | -------- |
| 西本町1丁目 | 全域       | 瀬戸市立陶原小学校 | 瀬戸市立水無瀬中学校 | 尾張学区 |
| 西本町2丁目 | 全域       | 瀬戸市立陶原小学校 | 瀬戸市立水無瀬中学校 | 尾張学区 |

## 歴史

### 町名の由来
瀬戸町の頃の中心地である東本町の西に位置することから名付けられたとされる。

### 沿革
- 1942年（昭和17年）1月9日 - 瀬戸市大字瀬戸字蔵所・仲ノ切・東茨・西茨の各一部[注釈 2]により、同市西本町として成立[2]。

## 世帯数と人口
2024年（令和6年）1月1日現在の世帯数と人口は以下の通りである。
| 町丁・丁目  | 世帯数  | 人口  |
| ----------- | ------- | ----- |
| 西本町1丁目 | 90世帯  | 176人 |
| 西本町2丁目 | 40世帯  | 55人  |
| 計          | 130世帯 | 231人 |

### 人口の変遷
国勢調査による人口の推移
| 1995年（平成7年）  | 283人 | [ 12 ] |  |
| 2000年（平成12年） | 362人 | [ 13 ] |  |
| 2005年（平成17年） | 335人 | [ 14 ] |  |
| 2010年（平成22年） | 313人 | [ 15 ] |  |
| 2015年（平成27年） | 264人 | [ 16 ] |  |
| 2020年（令和2年）  | 227人 | [ 17 ] |  |

### 世帯数の変遷
国勢調査による世帯数の推移。
| 1995年（平成7年）  | 108世帯 | [ 12 ] |  |
| 2000年（平成12年） | 157世帯 | [ 13 ] |  |
| 2005年（平成17年） | 144世帯 | [ 14 ] |  |
| 2010年（平成22年） | 153世帯 | [ 15 ] |  |
| 2015年（平成27年） | 127世帯 | [ 16 ] |  |
| 2020年（令和2年）  | 113世帯 | [ 17 ] |  |

## 交通

### 鉄道
町内に鉄道は走っていない。最寄り駅は名鉄瀬戸線尾張瀬戸駅になる。

### バス
名鉄バス「しなの線（瀬戸北線）」
- 【1】【1H】【2】【2H】新瀬戸駅 - 瀬戸駅前 - 古瀬戸 - しなのバスセンター - 上品野 系統

名鉄バス「本地ヶ原線」
- 【36】名鉄バスセンター - 引山 - 四軒家 - 本地ヶ原 - 瀬戸駅前 系統
- 【50】【51】【52】藤が丘 - 愛知医科大学病院 - 本地ヶ原 - 瀬戸駅前 系統

名鉄バス「東山線」
- 【43】【44】藤が丘 - 岩作 - 本地口 - 瀬戸駅前 系統

以上の3路線10系統が走っているが、町内にバス停はない。最寄りのバス停は、瀬戸駅前バス停になる。
- 【16】【16H】【17H】新瀬戸駅 - 瀬戸駅前 - 菱野団地（循環） - 瀬戸駅前 - 新瀬戸駅 系統
- 【18】瀬戸駅前 - 菱野団地 - 愛・地球博記念公園駅 系統

以上の4系統が走っているが、町内にバス停はない。最寄りのバス停は、瀬戸駅前バス停・記念橋バス停・陶栄町バス停になる。
- 【11】【12】【13】瀬戸駅前 - にじの丘学園 - 一里塚 - 赤津 系統が走っているが、町内にバス停はない。最寄りのバス停は、西蔵所バス停になる。

瀬戸市コミュニティバス「上之山線」
- 瀬戸駅前 - 山口駅 - サンヒル上之山 - 八草駅 系統が走っているが、町内にバス停はない。最寄りのバス停は西蔵所バス停になる。

### 道路
- 国道155号[8] ： 町の中央部を国道363号と重複して東西に通り、東端の東本町交差点から国道248号と重複して南進している。
- 国道248号 ： 町の東端部、東本町・陶栄町との町境を南北に通っている[注釈 3]。
- 国道363号 ： 町の中央部を国道155号と重複して東西に通り、東端の東本町交差点から国道248号と重複して北進している。
- 愛知県道57号瀬戸大府東海線 ： 町の中央部、西本町交差点を起点に南に向かっている。

- 国道155号・363号標識（西本町交差点）
- 案内標識内の国道155号・248号・愛知県道33号表示（東本町交差点西）[注釈 4]
- 愛知県道57号標識（西本町交差点）

## 施設
- 栄国寺[8] ： 曹洞宗。1901年（明治34年）水野常倫禅尼師の建立によるもので、尼僧衆研鑚の場として全国につとに有名[18]。
- 障害年金支援テラス ： 障害年金に徹底特化した社労士事務所[19]。
- ますだ餅 ： 切り餅、餅を使った和菓子、赤飯などを展開する餅屋[20]。
- 手作りパン工房 フルート ： フランス産小麦や宮古島の黒糖など素材にこだわるベーカリー[21]。
- 亜砂佳 ： 気軽に割烹の味が楽しめる食事処[22]。

- 栄国寺
- 障害年金支援テラス
- ますだ餅
- 手作りパン工房 フルート
- 亜砂佳

## その他

### 日本郵便
- 郵便番号 : 489-0819[6]（集配局：瀬戸郵便局[23]）。